# Мозамбик (остров)
Остров Мозамбик (порт. Ilha de Moçambique) — остров у побережья Мозамбика, на севере страны. Административно входит в провинцию Нампула. Начиная с 1991 года остров и находящийся на нём одноимённый город включены в список Всемирного наследия ЮНЕСКО.
По имени острова получила своё название колония, а затем государство Мозамбик. 

## География
Остров Мозамбик расположен в западной части Индийского океана у побережья Юго-Восточной Африки. Длина острова равна 3 км, площадь составляет 1,5 км². Численность населения острова — около 14 тыс. человек (на 2005 год). Остров страдает от перенаселённости. Имеется аэропорт.
От Африканского материка остров отделён трёхкилометровым проливом, через который в 1969 году был построен мост.

## История
Остров Мозамбик использовался ещё в раннее средневековье как торговая база арабскими и персидскими купцами. Португалец Васко да Гама первым из европейцев посетил в 1498 году остров, которым управлял тогда шейх Муса бен Бик (эпоним, от его имени произошло название Мозамбик). В 1506 году португальцы под руководством командоров Тристана да Кунья и Афонсу Альбукерки захватили город и остров. В 1508 году на северной оконечности острова был построен форт Сан-Себастьян, строительные материалы для которого по указанию Альбукерке доставлялись из Европы.

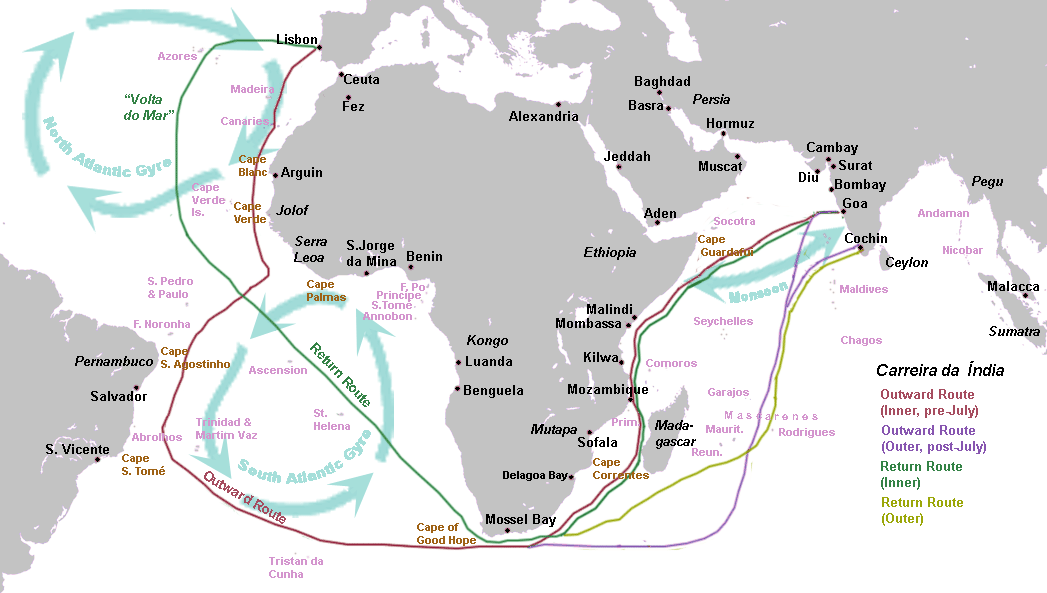
Остров Мозамбик был важным пунктом на пути в Индию: карта маршрута кораблей по пути в Индию (красный) и обратный маршрут (зелёный)

Благодаря удобному географическому положению город Мозамбик был крупнейшей гаванью региона. На протяжении нескольких столетий главным источником доходов здесь была работорговля.
Власти отправляли на остров ссыльных; в частности, на острове прожил последние годы сосланный сюда бразильский поэт, адвокат, общественный деятель и один из руководителей заговора в Минас-Жерайсе Томас Антониу Гонзага.
В конце XIX столетия город Мозамбик стал резиденцией португальского генерал-губернатора и католического епископа, здесь находились консульства ряда европейских государств. Были построены губернаторский дворец, собор, здание таможни, большие магазины торговцев из Германии, Франции, Швейцарии. Город делился на две части: европейскую и туземную. До 1898 года город Мозамбик являлся административным центром колонии Мозамбик, затем «столица» была перенесена в Лоренсу-Маркиш (сейчас Мапуту).

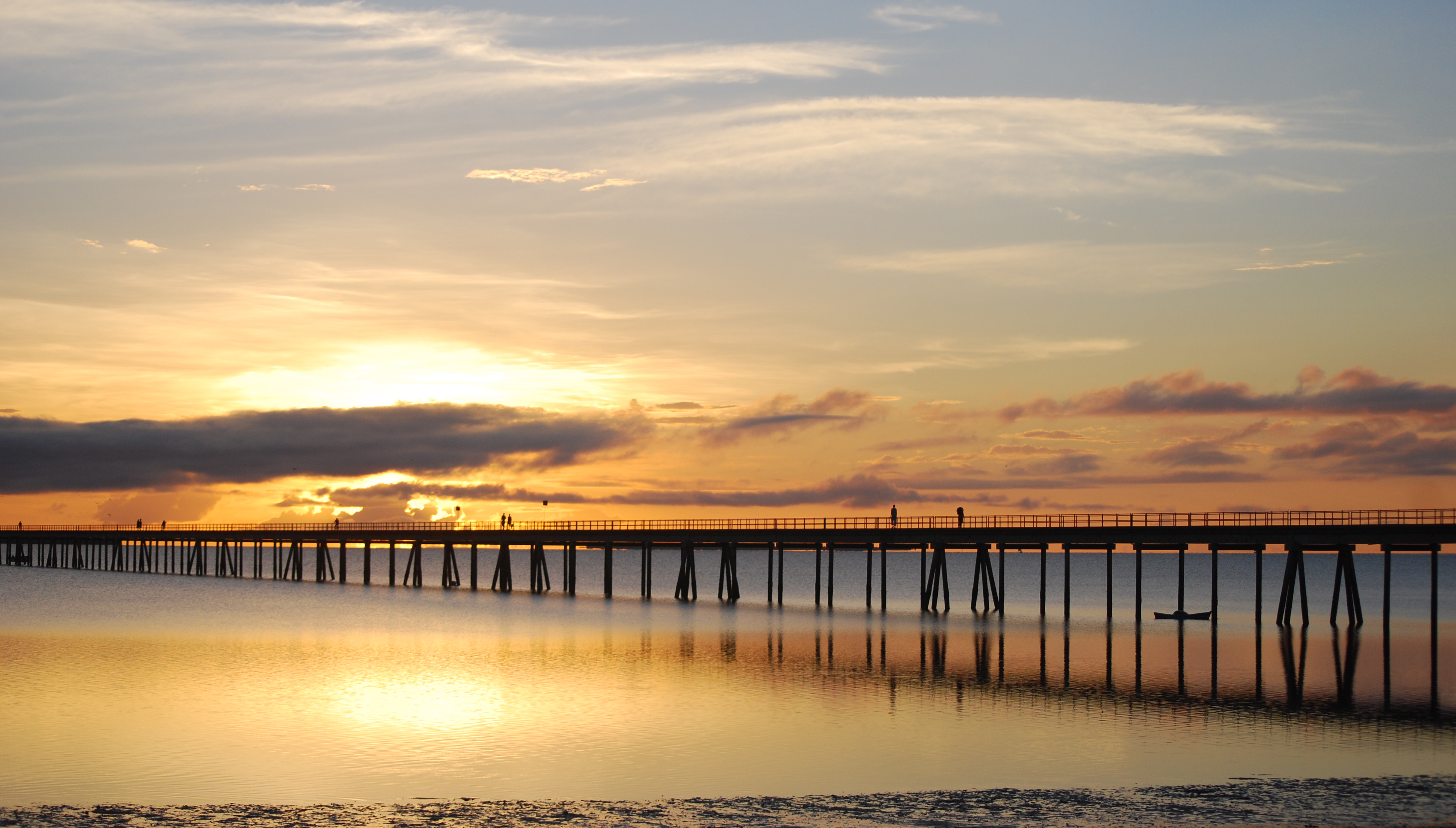
Мост с острова Мозамбик на материк длиной 3,8 км

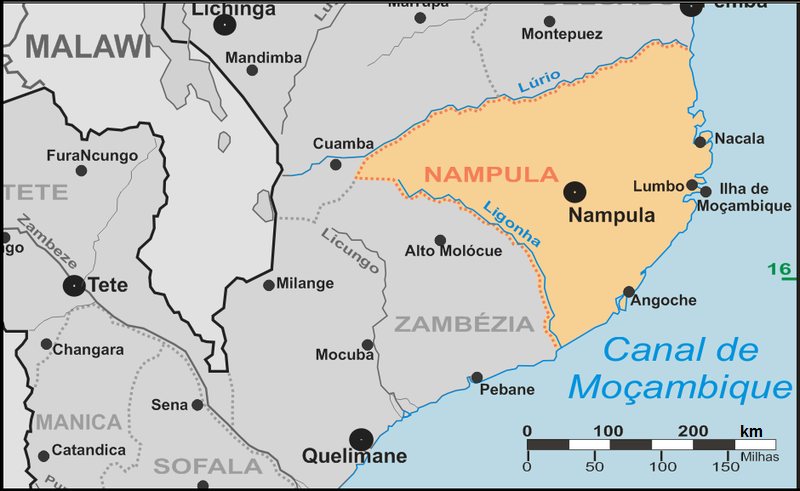
Остров Мозамбик на карте провинции Нампула

## Галерея

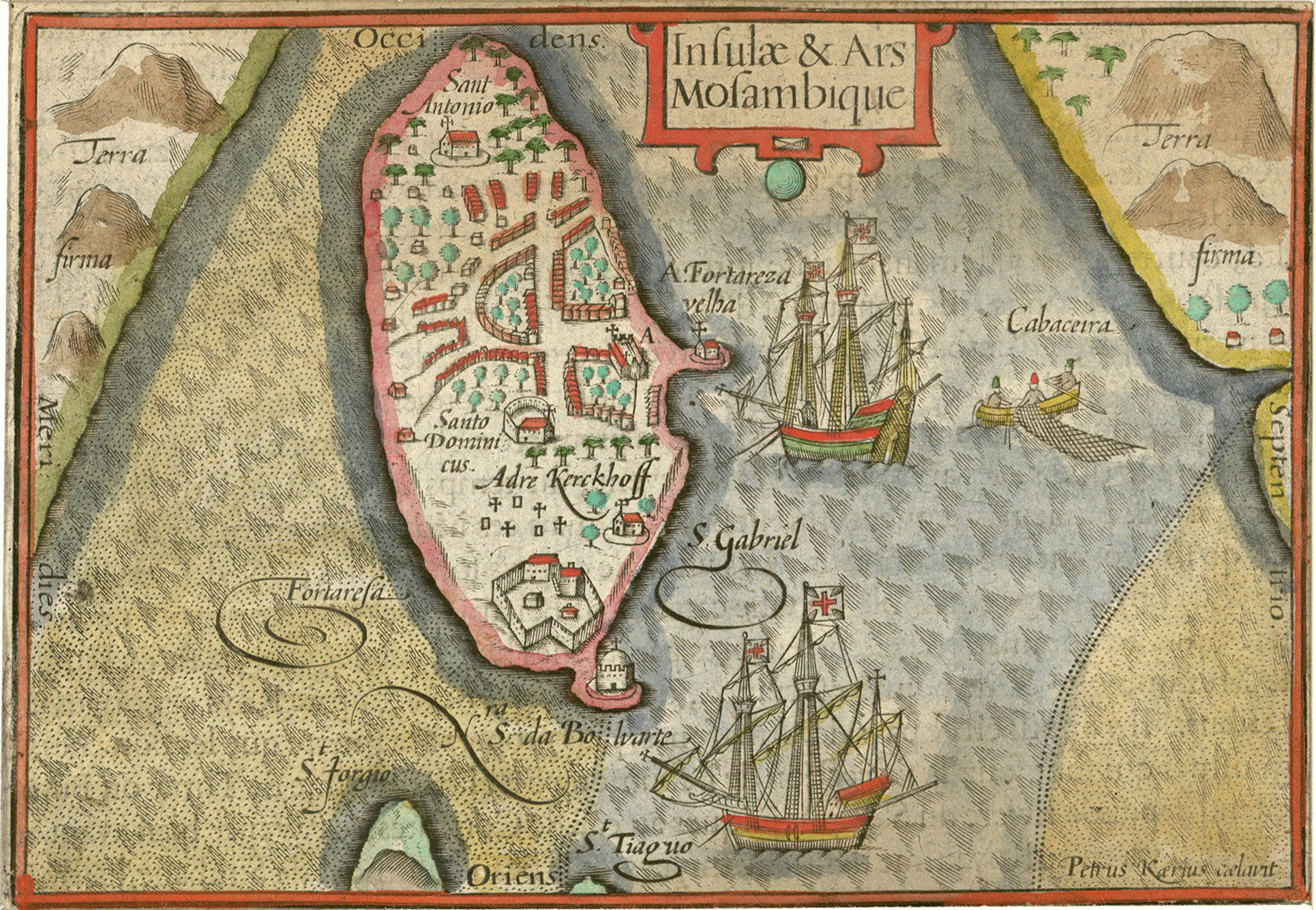
Остров и крепость Мозамбик на карте, выгравированной Питером ван ден Кире в 1598 году
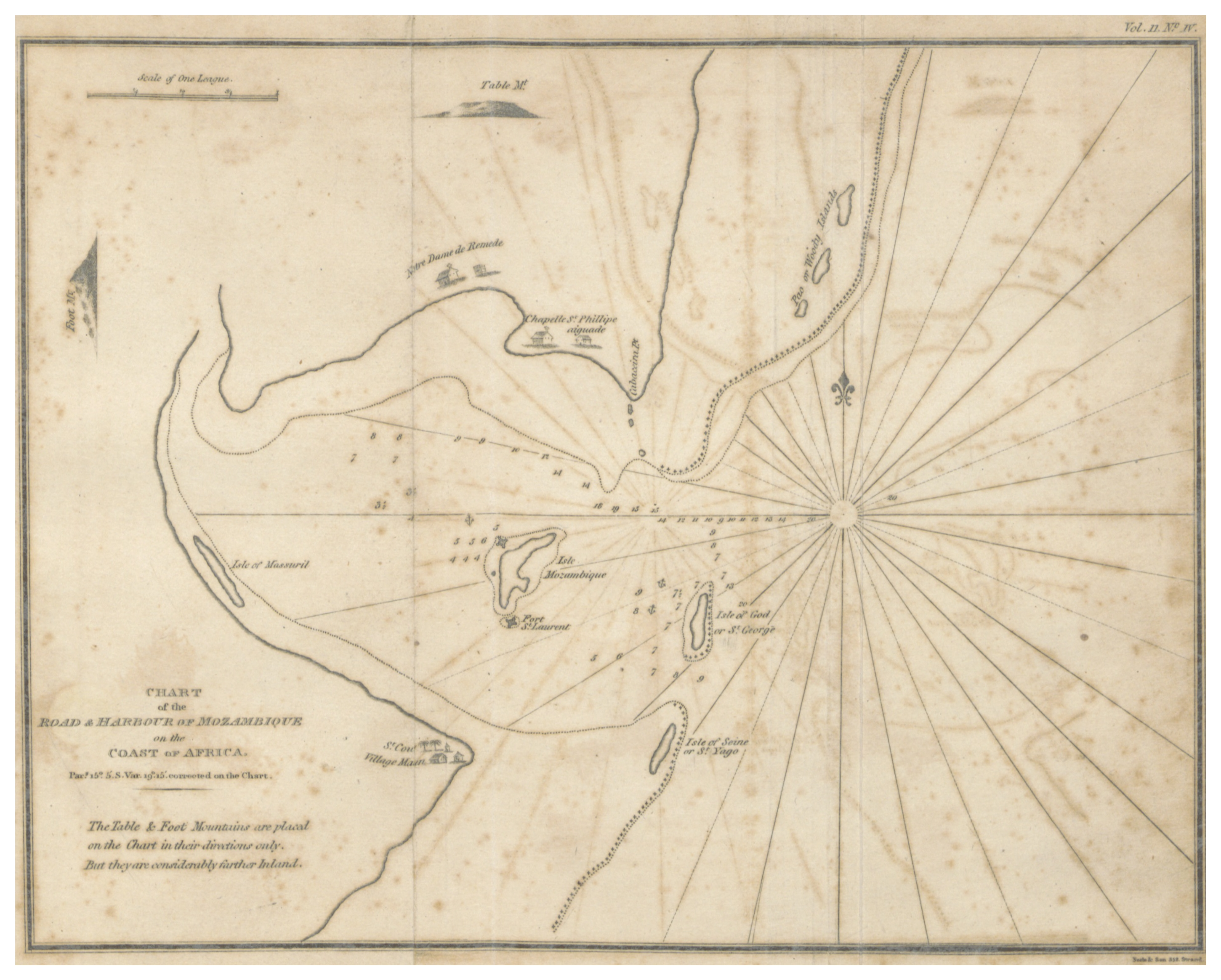
Карта гавани в 1810 году
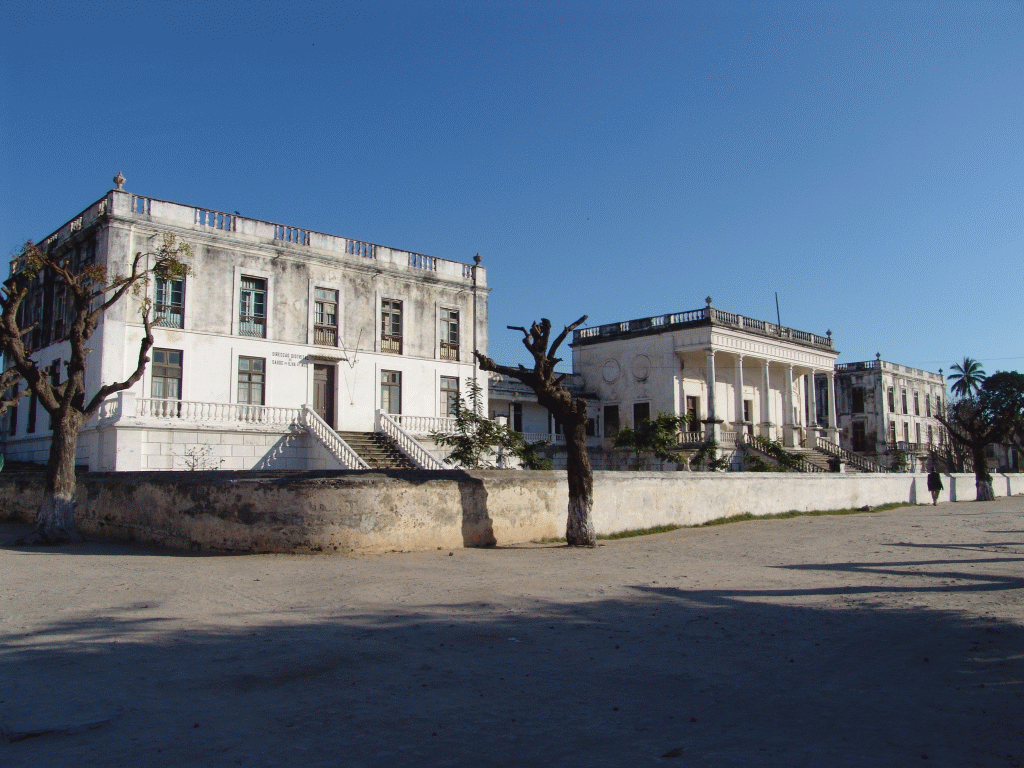
Старая больница
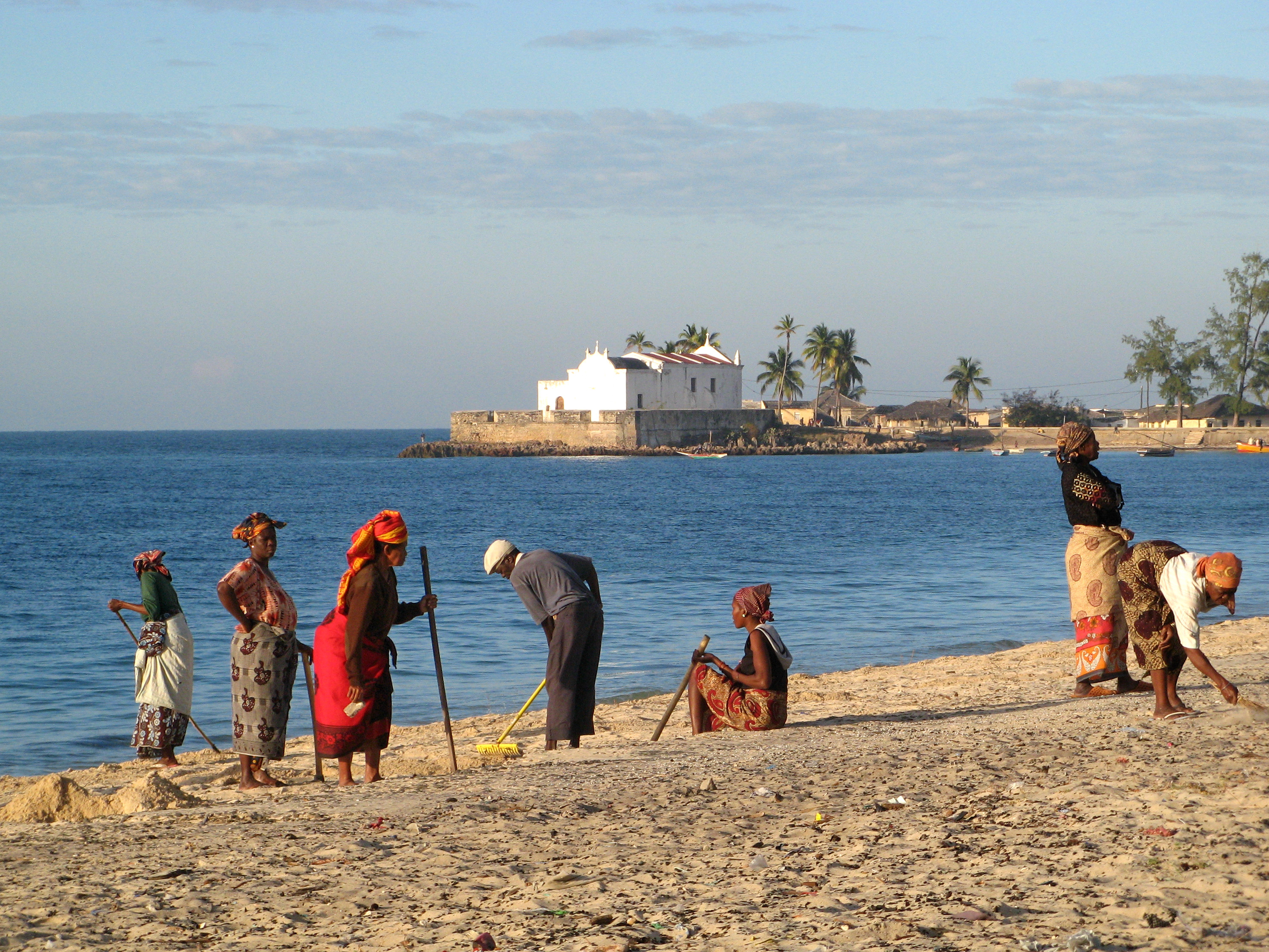
Уборка пляжа
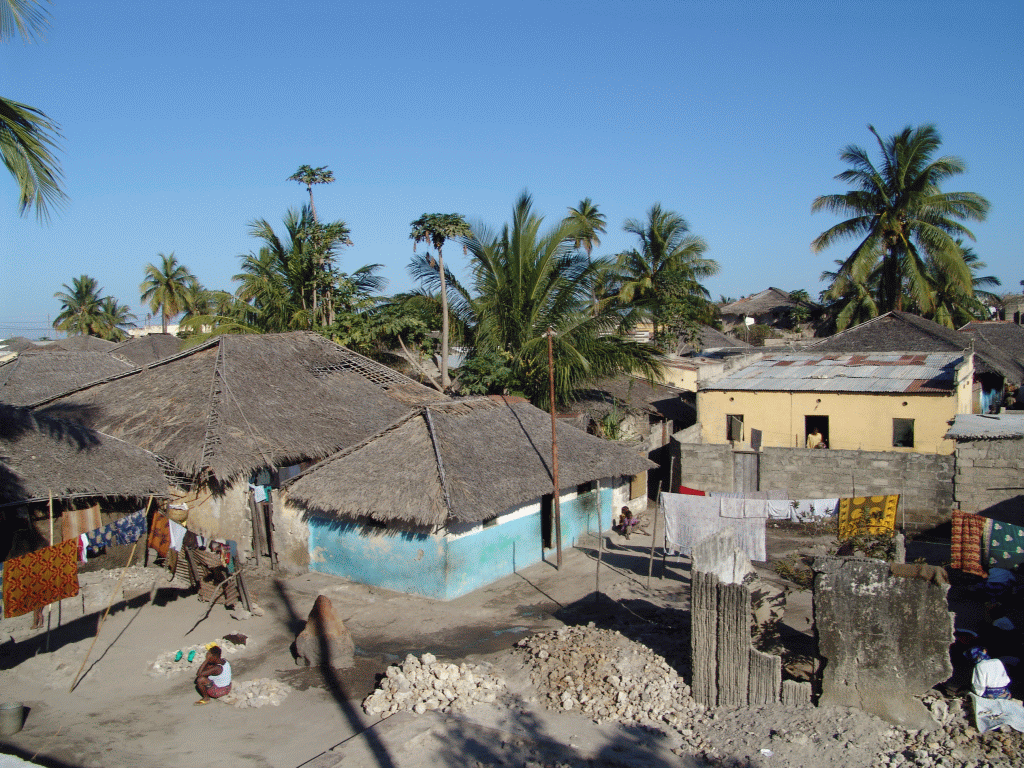
Город Макути
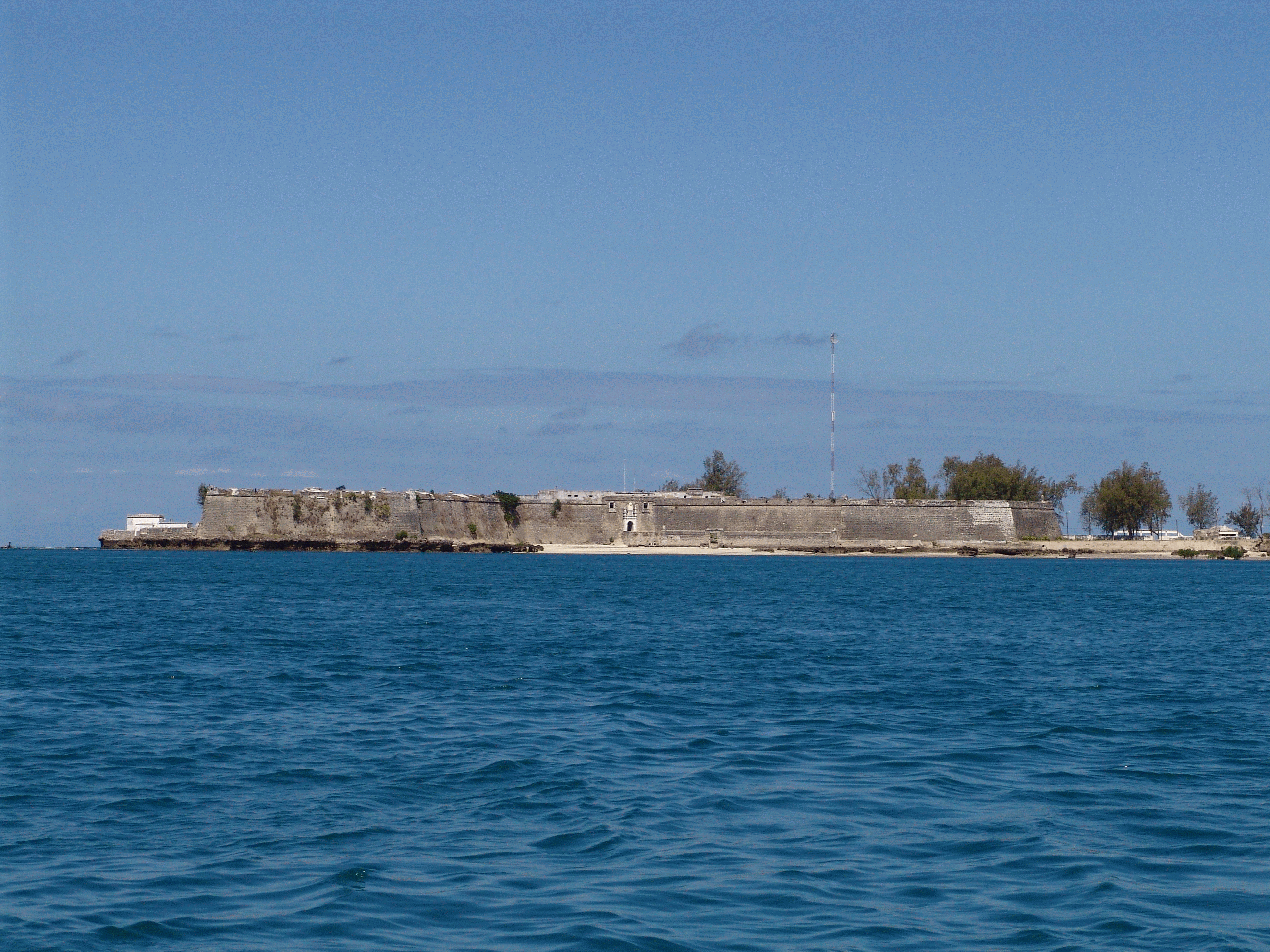
Форт Сан-Себастьян